# Allison Pineau
Allison Pineau (Chartres, 1989. május 2. –) olimpiai bajnok, világbajnok francia válogatott kézilabdázó, irányító, visszavonulása előtt a Metz Handball játékosa volt. Az IHF a 2009-es év legjobb játékosának választotta.

## Pályafutása
A Nemzetközi Kézilabda Szövetség a 2009-es év legjobbjának, első franciaként a 20 éves Allison Pineaut választotta. Ebben az évben vett részt először világbajnokságon, és meghatározó szerepet játszott, hogy a francia válogatott döntő játszhatott, ahol végül az orosz csapattól vereséget szenvedtek. Ezen a tornán az All-Star csapatba is beválasztották. A következő világbajnokságon, 2011-ben szintén eljutott a döntőig a francia csapat, ahol a norvég válogatott legyőzte ugyan, de Pineau az All-Star csapatba ismét bekerült.
Pineau francia klubcsapatokban játszott 2012-ig, majd a román CS Oltchim Râmnicu Vâlceához igazolt. Itt egy szezont töltött, amely végén a Győri Audi ETO KC ellen elbukott Bajnokok ligája elődöntő után felbontották a szerződését. Ezután a macedón Vardar Szkopje játékosa lett, amelyben egy teljes szezont játszott, a Bajnokok ligájában bejutottak az először megrendezett Final Fourba, ahol a harmadik helyet szerezték meg. A macedón csapatnál második szezonjának elején 2014 októberében közös megegyezéssel felbontották a szerződését. Nem sokkal később aláírt a szlovén RK Krim Mercator csapatához, de négy hónap után, még a szezon vége előtt távozott a csapattól. A szezon hátralévő részét otthonában, a francia első osztályú HBC Nîmes csapatánál töltötte. A 2015–2016-os szezonban ismét légioskodott, a Bajnokok ligájában szereplő romániai HCM Baia Mare csapatában. A szezon közben a nagybányai önkormányzat egy elöljáróját korrupció gyanújával letartóztatták, és emiatt az önkormányzat megvonta a csapattól a támogatást, így annak ellenére, hogy a csapat ezüstérmes lett a bajnokságban, a szezon végére a játékosok felé nyolchavi fizetéselmaradást halmozott fel a klub. Ennek köszönhetően a játékosok a bajnokság végeztével elhagyták a klubot, Pineau visszatért hazájába, a francia Brest Bretagne Handball csapatával kötött kétéves szerződést. 2018-ban Pineau még 2 évvel meghosszabbította szerződését a bresti klubbal. Ám 2019-ben közös megegyezéssel szerződést bontottak vele, és Pineau 1 évre a Parishoz írt alá. 2020-ban bejelentette, hogy ismét légióskodni megy, a montenegrói Budućnost Podgorica játékosa lesz 2 évig. Ám azonban 2021. március 24-én hivatalossá volt, hogy Pineaunak ennyi volt a montenegrói kaland és 2021 nyaratál visszatér Szlovéniába és ismét a Krim Mercator játékosa lesz.
A 2016-os rioi olimpián ezüstérmes lett. 2017-ben a Németországban rendezett világbajnokságon a döntőben a norvég válogatottat legyőzve világbajnok lett. A Dániában rendezett 2020-as Európa-bajnokságot orrsérülése miatt kellett kihagynia, és ezért nem lehetett a végül ezüstérmes francia válogatott tagja. A 2021-re halasztott tokiói olimpián, ugyanúgy ahogy a 2016-os döntőben, az orosz válogatott volt a francia csapat ellenfele, ezúttal azonban francia győzelem született. Pineau volt Pauletta Foppával együtt csapata leggólerősebb játékosa a mérkőzésen, mindketten hét gólt lőttek. Az olimpiai győzelme után Francia Köztársaság Becsületrendjének lovag rangjával tüntették ki.

## Sikerei
- Olimpiai bajnok: 2020
  - ezüstérmes: 2016
- Világbajnokság győztese: 2017
  - ezüstérmes: 2009, 2011, 2021
- Európa-bajnokság győztese: 2018
  - bronzérmes: 2016
- Francia bajnokság győztese: 2011
- Francia kupa győztes: 2010, 2018
- Román bajnokság győztese: 2013
- Macedón bajnokság győztese: 2014
- Macedón kupa győztes 2014